# Lijst van voetbalinterlands Bahrein - Indonesië
Deze lijst van voetbalinterlands is een overzicht van alle officiële voetbalwedstrijden tussen de nationale teams van Bahrein en Indonesië. De landen speelden tot op heden negen keer tegen elkaar, te beginnen met een vriendschappelijke wedstrijd, die werd gespeeld op 27 augustus 1980 in Seoel (Zuid-Korea). Het laatste duel, een kwalificatiewedstrijd voor het Wereldkampioenschap voetbal 2026, vond plaats in Jakarta op 25 maart 2025.

## Wedstrijden
| № | Plaats  | Datum            | Competitie                 | Wedstrijd           | Uitslag |
| - | ------- | ---------------- | -------------------------- | ------------------- | ------- |
| 1 | Seoel   | 27 augustus 1980 | Vriendschappelijk          | Indonesië – Bahrein | 3 – 2   |
| 2 | Seoel   | 9 juni 1982      | Vriendschappelijk          | Indonesië – Bahrein | 1 – 1   |
| 3 | Jakarta | 19 juni 1988     | Azië Cup 1988 kwalificatie | Indonesië − Bahrein | 0 − 0   |
| 4 | Jinan   | 25 juli 2004     | Azië Cup 2004              | Bahrein − Indonesië | 3 − 1   |
| 5 | Jakarta | 10 juli 2007     | Azië Cup 2007              | Indonesië − Bahrein | 2 − 1   |
| 6 | Jakarta | 6 september 2011 | WK 2014 kwalificatie       | Indonesië − Bahrein | 0 − 2   |
| 7 | Riffa   | 29 februari 2012 | WK 2014 kwalificatie       | Bahrein − Indonesië | 10 − 0  |
| 8 | Riffa   | 10 oktober 2024  | WK 2026 kwalificatie       | Bahrein − Indonesië | 2 − 2   |
| 9 | Jakarta | 25 maart 2025    | WK 2026 kwalificatie       | Indonesië − Bahrein | 1 − 0   |

## Samenvatting
| Competitie            | Totaal gespeeld | Winst Bahrein | Gelijk | Winst Indonesië | Doelsaldo Bahrein – Indonesië |
| --------------------- | --------------- | ------------- | ------ | --------------- | ----------------------------- |
| WK-kwalificatie       | 4               | 2             | 1      | 1               | 14 − 3                        |
| Azië Cup              | 2               | 1             | 0      | 1               | 4 − 3                         |
| Azië Cup-kwalificatie | 1               | 0             | 1      | 0               | 0 − 0                         |
| Vriendschappelijk     | 2               | 0             | 1      | 1               | 3 − 4                         |
| Totaal                | 9               | 3             | 3      | 3               | 21 − 10                       |

Wedstrijden bepaald door strafschoppen worden, in lijn met de FIFA, als een gelijkspel gerekend.